# Amuwo-Odofin
Amuwo-Odofin es una localidad del estado de Lagos, en Nigeria, con una población estimada en marzo de 2016 de 453 000 habitantes.
Se encuentra ubicada en el extremo suroeste del país, junto al golfo de Guinea y la frontera con Benín.